# Кавенаго д'Ада
Кавена̀го д'А̀да (на италиански: Cavenago d'Adda, на западноломбардски: Cavenagh, Кавенаг) е село и община в Северна Италия, провинция Лоди, регион Ломбардия. Разположено е на 73 m надморска височина. Населението на общината е 2234 души (към 2012 г.).